# منطقه نینگهه
منطقه نینگهه (به چینی: 宁河区، به پین‌یین: Nínghé Qū) یک منطقهٔ شهرداری تابع شهر تیانجین، در جمهوری خلق چین است. منطقه نینگهه ۴ متر بالاتر از سطح دریا واقع شده‌است.
تا پیش از سال ۲۰۱۵، این واحد تقسیماتی، شهرستان بوده. در ژوئن ۲۰۱۵، شهرستان نینگهه به «منطقه» ارتقاء یافت.

## خواهرخوانده
شهر کوفوردن خواهرخواندهٔ منطقه نینگهه هست.